# آنجلا گوتالس
آنجلا گوتالس (انگلیسی: Angela Goethals؛ زادهٔ ۲۰ مهٔ ۱۹۷۷) یک هنرپیشه اهل ایالات متحده آمریکا است. وی از سال ۱۹۸۸ میلادی تاکنون مشغول فعالیت بوده‌است.
از فیلم‌ها یا برنامه‌های تلویزیونی که وی در آن نقش داشته است می‌توان به تنها در خانه، جری مگوایر اشاره کرد.